# 1873 in Zwitserland
Dit artikel beschrijft het verloop van 1873 in Zwitserland.

## Ambtsbekleders
De Bondsraad was in 1873 samengesteld als volgt:
| Naam | Naam                         | Partij    | Kanton       | Functie                                                                      |
| ---- | ---------------------------- | --------- | ------------ | ---------------------------------------------------------------------------- |
|      | Paul Cérésole                | radicalen | Vaud         | Bondspresident in 1873; hoofd van het Departement van Politieke Zaken        |
|      | Karl Schenk                  | radicalen | Bern         | Vicebondspresident in 1873; hoofd van het Departement van Binnenlandse Zaken |
|      | Eugène Borel                 | radicalen | Neuchâtel    | Hoofd van het Departement van Posterijen en Telegrafie                       |
|      | Melchior Josef Martin Knüsel | radicalen | Luzern       | Hoofd van het Departement van Justitie en Politie                            |
|      | Wilhelm Matthias Naeff       | radicalen | Sankt Gallen | Hoofd van het Departement van Financiën en Douane                            |
|      | Johann Jakob Scherer         | radicalen | Zürich       | Hoofd van het Departement van Spoorwegen en Handel                           |
|      | Emil Welti                   | radicalen | Aargau       | Hoofd van het Departement van Militaire Zaken                                |

De Bondsvergadering werd voorgezeten door:
| Naam | Naam             | Partij                    | Kanton | Functie                                              |
| ---- | ---------------- | ------------------------- | ------ | ---------------------------------------------------- |
|      | Gottlieb Ziegler | Democratische Partij      | Zürich | Voorzitter van de Nationale Raad (vanaf 8 juli 1873) |
|      | Alois Kopp       | conservatieve katholieken | Luzern | Voorzitter van de Kantonsraad (vanaf 7 juli 1873)    |

## Gebeurtenissen

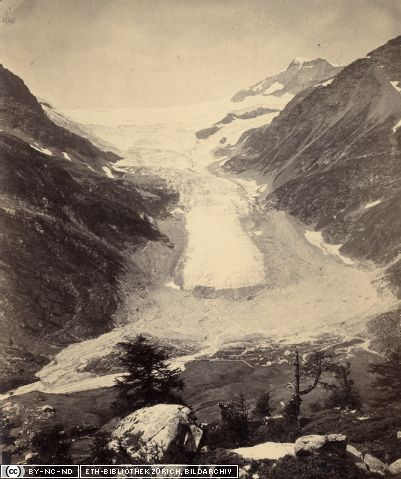
De Palügletscher in 1873.

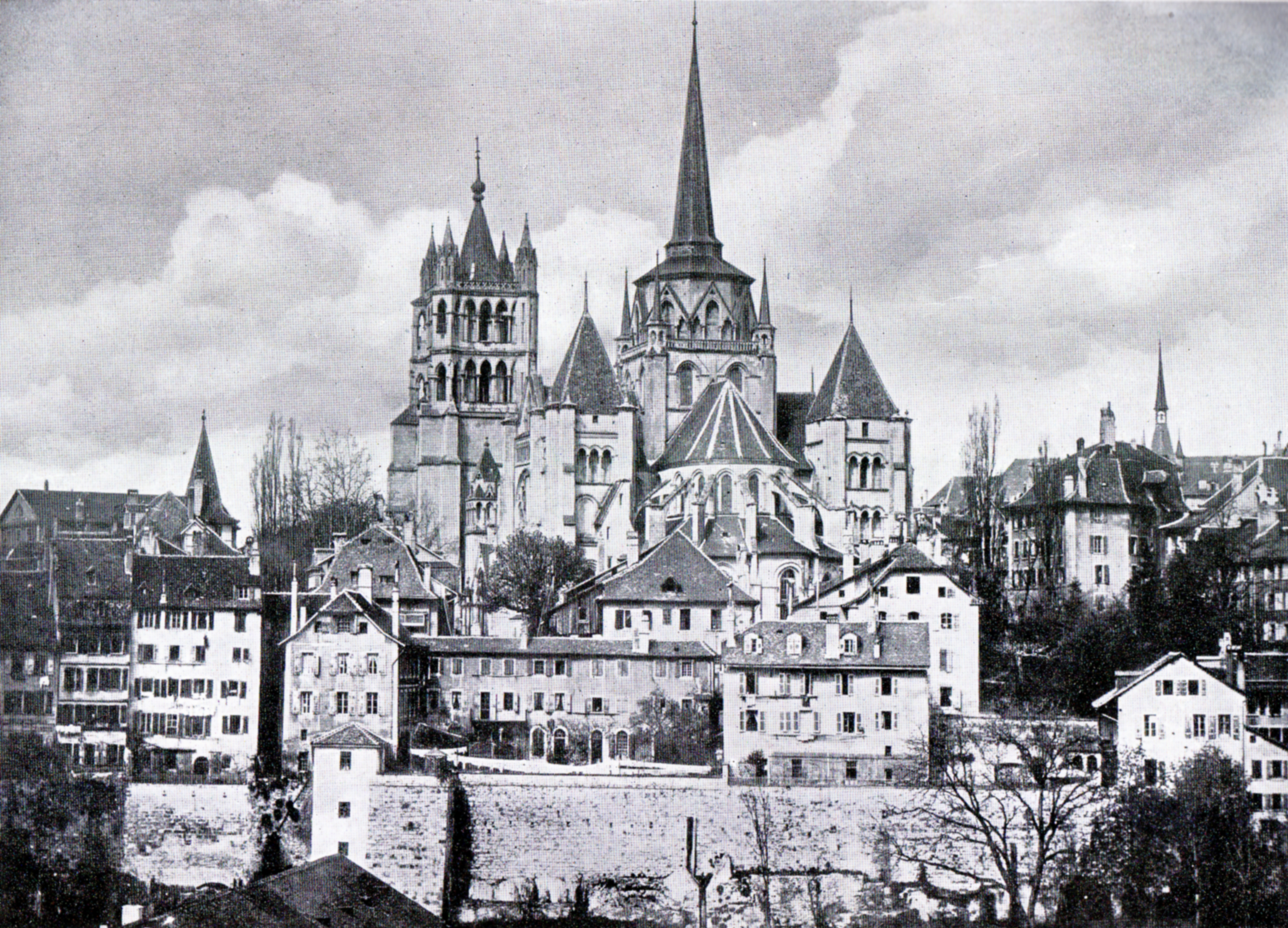
De kathedraal van Lausanne in 1873.

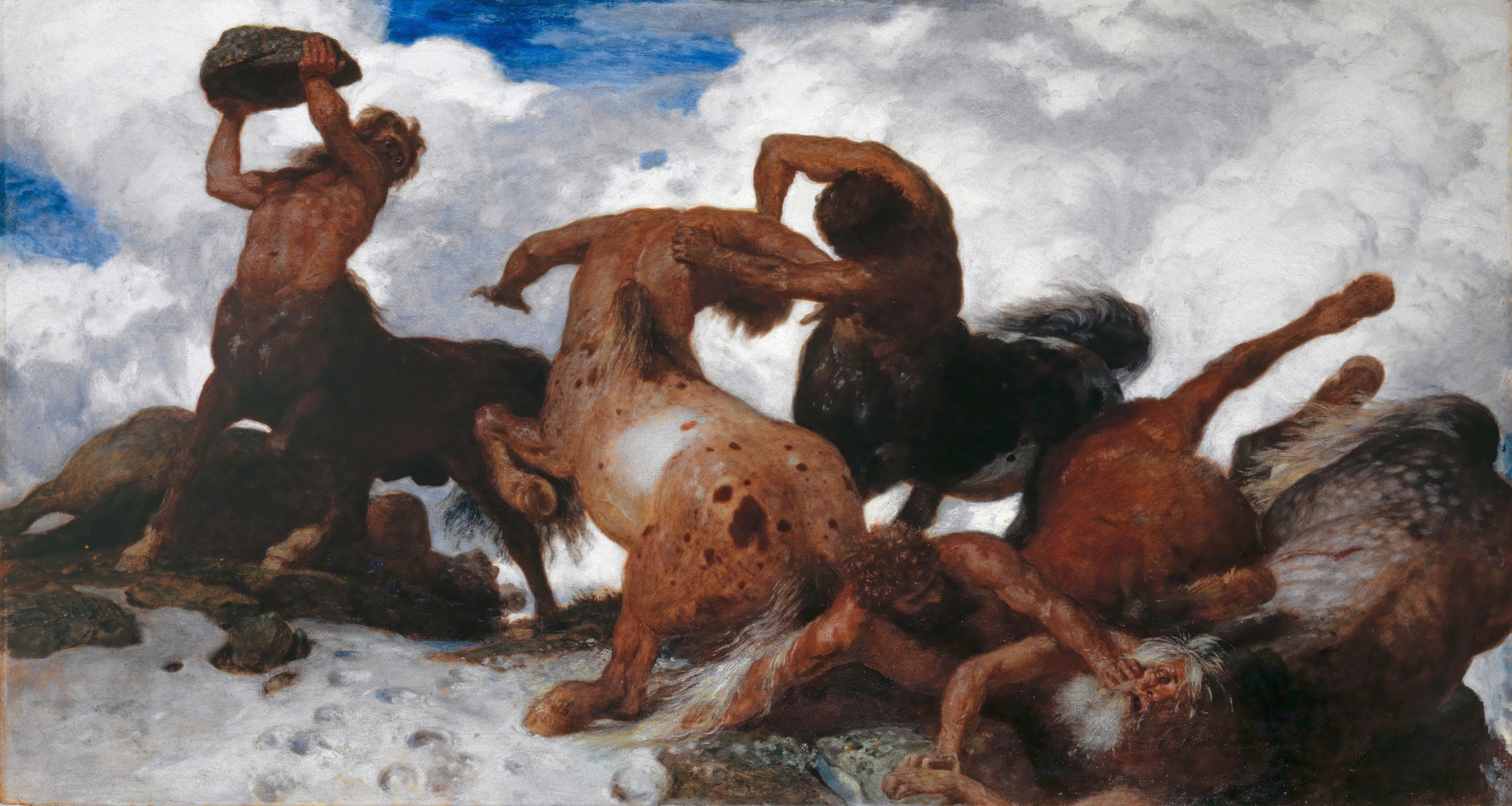
Kentaurenkampf, schilderij van Arnold Böcklin uit 1873.

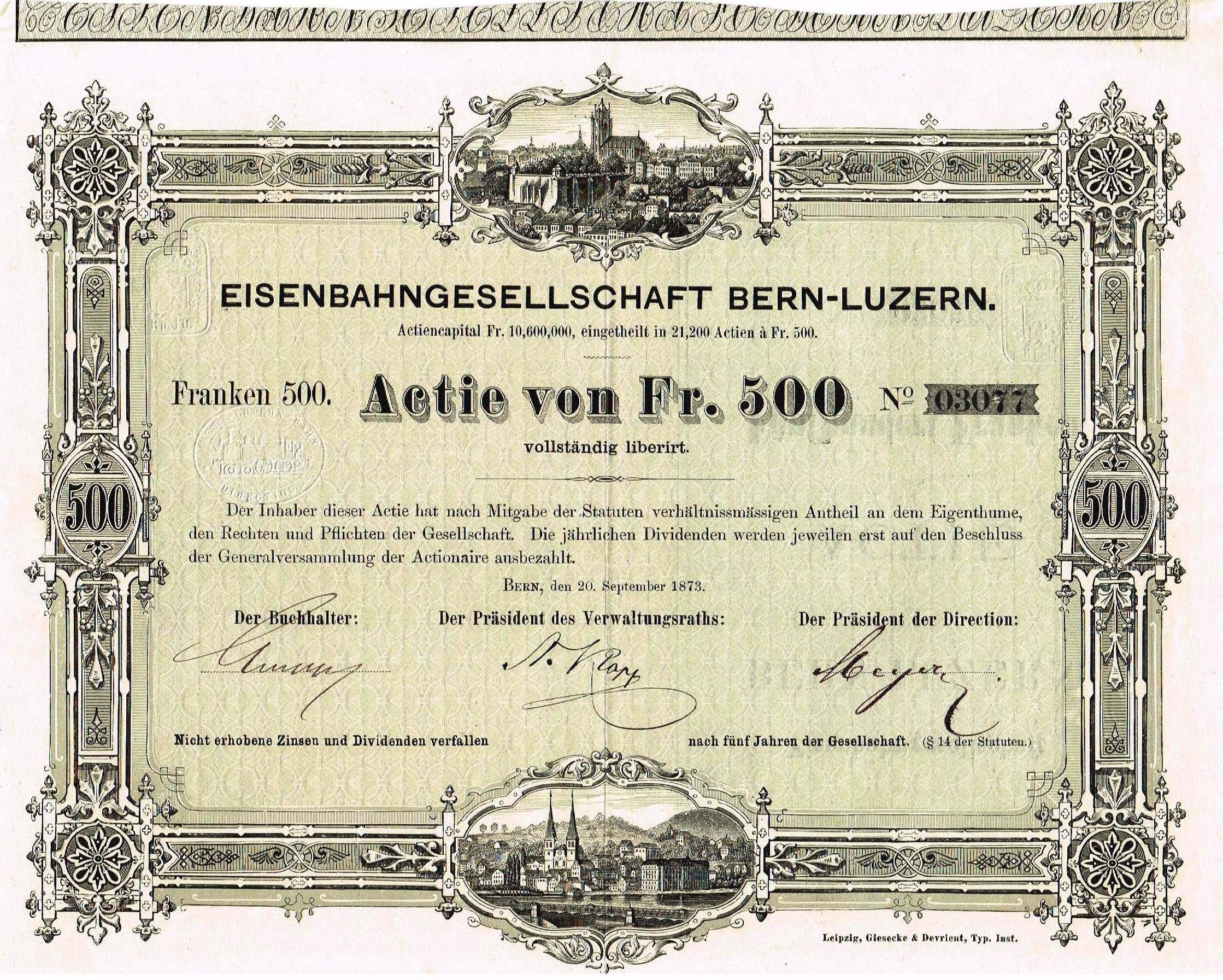
Aandeel van de Eisenbahngesellschaft Bern-Luzern uit 1873.

### Januari
- 16 januari: De Compagnie générale de navigation sur le lac Léman, die scheepvaart op het Meer van Genève organiseert, wordt opgericht.
- 25 januari: In Genève (kanton Genève) verschijnt voor het eerst de krant Chronique radicale, die twee keer per week verschijnt.
- 27 januari: Het eerste conflict binnen de Zwitserse Kulturkampf breekt uit, nu vijf kantons die onder het bisdom Bazel ressorteren de afzetting van de bisschop uitroepen, die van hen een publieke onderschrijving van het dogma van de pauselijke onfeilbaarheid had geëist.

### Februari
- 1 februari: In Zofingen (kanton Aargau) verschijnt het eerste nummer van het Zofinger Tagblatt.

### Mei
- 1 mei: In Luzern (kanton Luzern) wordt de Gletschergarten geopend.

### Juli
- 28 juli: Binnen het Departement van Handel en Douane wordt een afdeling spoorwegen opgericht, waardoor het departement voortaan de naam Departement van Spoorwegen en Handel zal dragen.

### Augustus
- 4 augustus: In Biel/Bienne (kanton Bern) opent een école d’horlogerie (horlogerieschool).
- 4 augustus: In Porrentruy (toen kanton Bern, nu kanton Jura) verschijnt de eerste editie van de krant Le Pays.

### September
- 20 september: De krant Basler Volksblatt verschijnt voor het eerst.

### Oktober
- 1 oktober: In Neuchâtel openen de kantonnale academie en het kantonnale gymnasium.
- 29 augustus: Aan de academie van Lausanne (kanton Vaud) opent men een afdeling farmacie.

### December
- 12 december: De Bondsraad wijst Giovanni Battista Agnozzi, de Zwitserse pauselijke nuntius, het land uit en verbreekt de diplomatieke betrekkingen met het Vaticaan nadat paus Pius IX in zijn encycliek Etsi multa luctosa het geweld tegen de katholieke geestelijkheid in Zwitserland aan de kaak had gesteld.

## Geboren
- Louis Dufour, ijshockeyspeler (overl. 1944)
- 24 maart: Édouard Claparède, neuroloog en psycholoog (overl. 1940)
- 8 mei: Martha Haffter, kunstschilderes (overl. 1951)
- 4 september: Gottfried Keller, politicus (overl. 1945)
- 19 november: Max Sillig, ijshockeyspeler (overl. 1959)
- 9 december: Elisabeth Bernoulli, pionier in de Zwitserse abstinentiebeweging voor vrouwen (overl. 1935)

## Overleden
- 24 januari: Jules Eytel, advocaat, hoogleraar en politicus (geb. 1817)
- 4 februari: Maria Susanne Kübler, schrijfster en vertaalster (geb. 1814)
- 14 februari: Charles Samuel Bovy-Lysberg, pianist en componist (geb. 1821)
- 24 februari: Heinrich Kurz, literatuurhistoricus (geb. 1805)
- 17 maart: Peter Joseph Kämpfen, geestelijke (geb. 1827)
- 28 april: Walther Munzinger, jurist (geb. 1830)
- 4 mei: Karl Benziger, uitgever en politicus (geb. 1799)
- 22 september: Friedrich Frey-Herosé, politicus en voormalig lid van de Bondsraad (geb. 1801)
- 6 november: André Castella, advocaat en politicus (geb. 1805)
- 27 november: Auguste Arthur de la Rive, natuurkundige (geb. 1801)
- 14 december: Louis Agassiz, dierkundige, geoloog en paleontoloog (geb. 1807)

1848
· 1849
· 1850
· 1851
· 1852
· 1853
· 1854
· 1855
· 1856
· 1857
· 1858
· 1859
· 1860
· 1861
· 1862
· 1863
· 1864
· 1865
· 1866
· 1867
· 1868
· 1869
· 1870
· 1871
· 1872
· 1873
· 1874
· 1875
· 1876
· 1877
· 1878
· 1879
· 1880
· 1881
· 1882
· 1883
· 1884
· 1885
· 1886
· 1887
· 1888
· 1889
· 1890
· 1891
· 1892
· 1893
· 1894
· 1895
· 1896
· 1897
· 1898
· 1899
· 1900
· 1901
· 1902
· 1903
· 1904
· 1905
· 1906
· 1907
· 1908
· 1909
· 1910
· 1911
· 1912
· 1913
· 1914
· 1915
· 1916
· 1917
· 1918
· 1919
· 1920
· 1921
· 1922
· 1923
· 1924
· 1925
· 1926
· 1927
· 1928
· 1929
· 1930
· 1931
· 1932
· 1933
· 1934
· 1935
· 1936
· 1937
· 1938
· 1939
· 1940
· 1941
· 1942
· 1943
· 1944
· 1945
· 1946
· 1947
· 1948
· 1949
· 1950
· 1951
· 1952
· 1953
· 1954
· 1955
· 1956
· 1957
· 1958
· 1959
· 1960
· 1961
· 1962
· 1963
· 1964
· 1965
· 1966
· 1967
· 1968
· 1969
· 1970
· 1971
· 1972
· 1973
· 1974
· 1975
· 1976
· 1977
· 1978
· 1979
· 1980
· 1981
· 1982
· 1983
· 1984
· 1985
· 1986
· 1987
· 1988
· 1989
· 1990
· 1991
· 1992
· 1993
· 1994
· 1995
· 1996
· 1997
· 1998
· 1999
· 2000
· 2001
· 2002
· 2003
· 2004
· 2005
· 2006
· 2007
· 2008
· 2009
· 2010
· 2011
· 2012
· 2013
· 2014
· 2015
· 2016
· 2017
· 2018
· 2019
· 2020
· 2021
· 2022
· 2023